# CHGA-FM
CHGA-FM est une station de radio communautaire québécoise située dans la ville de Maniwaki diffusant à la fréquence 97,3 MHz sur la bande FM avec une puissance de 16 900 watts.

## Historique
L'idée de créer une radio communautaire dans la la Vallée-de-la-Gatineau commence à germer dans les années 70. La Radio communautaire MF de la Haute-Gatineau reçoit une licence de radiodiffusion du CRTC en mars 1980. Elle entre en ondes le 22 novembre 1980. Ses activités débutent dans les locaux de la commission scolaire de la Haute-Gatineau.
En 1991, elle déménage au 163, rue Laurier à Maniwaki. En février 2011, CHGA-FM emménage dans ses locaux actuels, situés au 158, rue Laurier à Maniwaki.

## Puissance
En 2018, son rayonnement passe de 2 877 à 16 900 watts de puissance. Sa couverture inclut Aumond, Blue Sea, Bois-Franc, Bouchette, Cayamant, Déléage, Denholm, Egan-Sud, Gracefield, Grand-Remous, Kazabazua, Lac-Sainte-Marie, Low, Maniwaki, Messines, Montcerf-Lytton, Rapid Lake, Sainte-Thérèse-de-la-Gatineau et Venosta.